# 芝浦駅
芝浦駅（しばうらえき）は、東京都港区海岸三丁目にあった日本国有鉄道（国鉄）東海道本線貨物支線の貨物駅である。

## 構造
開設当初は東京港日の出埠頭にあり、後に芝浦埠頭に移転した貨物専用の駅であった。駅とそれに通じる専用線が入り混じっていたが、芝浦埠頭に移転した際に整理され、芝浦埠頭・日の出埠頭・竹芝埠頭の岸壁側にある線路は東京都港湾局専用線、山側にある線路を国鉄の営業線とされた。ただし東京都港湾局専用線を経由しない、芝浦駅に直接つながる専用線もあった。
駅構内には車扱貨物ホームが併設され、一般車扱貨物や荷物を有蓋車から積み降ろしていた。また駅周辺には埠頭に隣接した倉庫が多くあり、それらへの専用線や構内側線があった。船舶輸送された貨物は一旦倉庫へ運ばれた後、有蓋貨車に積み込まれ鉄道輸送されていった。
その他、日本セメント（現・太平洋セメント）や宇部興産のセメントサイロ及び施設への専用線もあり、セメントを取り扱っていた。

## 歴史
東京港の整備は関東大震災後、日の出埠頭から順次進められて、昭和初期には芝浦埠頭、竹芝埠頭なども完成した。当時の東京市は、これらの埠頭への臨港鉄道が必要と考えて鉄道省（国有鉄道）と交渉し、1926年（大正15年）8月に建設費用と用地を東京市が負担することで芝浦臨港線の建設を行うことで合意した。1928年（昭和3年）10月に着工し、工費27万円あまりを費やして1930年（昭和5年）7月に完成し、8月1日付で運用を開始した。この際に芝浦駅が開業した。
芝浦駅からは各埠頭方面へ専用線が建設されたが、第二次世界大戦後は東京都が自ら整備を行うようになり、東京都港湾局専用線として日の出線、芝浦線の2本の路線が運営された。正式な開業は芝浦線が1961年（昭和36年）4月1日、日の出線が1965年（昭和40年）4月1日となっている。
当初は汐留駅から浜松町駅付近にある引き上げ線まで進んで、そこでスイッチバックを行って芝浦駅に進入する折り返し式の運転形態となっていた。首都高速道路や東海道新幹線の工事の関係で線形の修正が行われ、1962年（昭和37年）7月15日から汐留駅から芝浦駅まで直接進入できる形態に変更された。また当初は日の出埠頭にあった駅が、芝浦埠頭の整備に伴い1963年（昭和38年）から1965年（昭和40年）にかけて芝浦埠頭に移転している。
このように、当駅は日の出・芝浦埠頭周辺の鉄道貨物輸送の拠点駅であったが、トラックの普及による鉄道貨物輸送の衰退や、コンテナの登場により輸送方式が変化したことで貨物取扱量が減少し、当駅への支線が分岐する汐留駅自体が廃止となることの影響も受けて、1985年（昭和60年）3月1日に廃駅になった。この際に、当駅に接続していた東京都港湾局専用線の芝浦線・日の出線も廃止となった。
現在、汐留駅 - 当駅間の路線跡には東京臨海新交通臨海線（ゆりかもめ）が敷設され、当駅事務所跡付近には芝浦ふ頭駅が開設されている。

### 年表
- 1930年（昭和5年）8月1日：貨物駅として開業[1]。
- 1950年（昭和25年）3月29日：連合軍及び連合軍関係車扱貨物（納品を含む。）及び連合軍小口扱貨物並びに芝浦駅に接続する專用側線発着の車扱貨物の取扱をする[1][8]。
- 1952年（昭和27年）9月8日：駐留軍小口扱貨物の取扱を廃止する[1][9]。
- 1957年（昭和32年）12月5日：一般車扱貨物の取扱を開始する[1][10]。
- 1961年（昭和36年）4月1日：東京都港湾局芝浦線開業。
- 1962年（昭和37年）7月15日：当駅までの線形を修正、スイッチバック運転を解消。
この頃、日の出埠頭から芝浦埠頭に移転。
- 1965年（昭和40年）
  - 4月1日：東京都港湾局日の出線開業。東海道本線貨物支線品川 - 汐留 - 芝浦間で、手荷物および小荷物の取扱いを開始する[11]。
  - 10月1日：営業範囲を「車扱貨物」から「小荷物（特別扱雑誌に限る。）及び車扱貨物」へ改正し[12]、荷物取扱開始[1]。
- 1974年（昭和49年）10月1日：営業範囲を「発送特別扱小荷物（雑誌に限る。）、車扱貨物」へ改正する[1][13]。
- 1982年（昭和57年）11月15日：汐留 - 芝浦間の旅客（荷物）運輸営業を廃止[14]。営業範囲を「車扱貨物」に改正し[15]、荷物の取扱を廃止[1]。
- 1985年（昭和60年）3月1日：汐留 - 芝浦間の貨物運輸営業を廃止し[16]、駅を廃止[1][17]。東京都港湾局専用線芝浦線・日の出線も同時に廃止。

## 隣の駅
日本国有鉄道
東海道本線貨物支線
汐留駅 - 芝浦駅